# Zoë Johnston
Zoë Johnston ist eine britische Singer-Songwriterin, die hauptsächlich für ihre Kooperationen mit Faithless, Above & Beyond, Bent und Delerium bekannt ist.

## Leben
Zoë wuchs in Nottinghamshire auf. Ihr Debüt gab sie im Jahr 2000 als Zed J mit der Band Neon Heights, für die sie einige Lieder ihres Albums A View From The Heights sang. Gleichzeitig schrieb sie Songtexte für Bents Debütalbum Programmed to Love. Ihre Stimme war außerdem bei den Songs Private Road und Swollen zu hören.
2001 begann Zoë eine Zusammenarbeit mit der britischen Band Faithless. Sie begleitete die Band auf ihrer Welttournee und hatte Großauftritte an mehreren Festivals wie etwa dem Glastonbury Festival und Rock Werchter. Einen großen Erfolg konnte sie mit dem Song Crazy English Summer erzielen.
Am 27. November 2006 veröffentlichte Zoë ihr erstes Soloalbum Happenstances bei Shiva Records. Das Album beinhaltet eine Originalversion von Crazy English Summer, das erstmals auf dem Album Outrospective von Faithless veröffentlicht wurde.
Weitere Kooperationen hatte sie mit The Beautiful South, Sleepthief, Delerium und Above & Beyond, mit denen sie die Singles No One On Earth und Good For Me veröffentlichte. In den Jahren 2004 und 2006 wurden die beiden Songs auch jeweils in Armin van Buurens Radiosendung A State Of Trance zum Tune Of The Year gewählt.

## Diskografie

### Alben
- Happenstances (2005)

### Singles
- Bent feat. Zoë Johnston – Swollen (2000)
- Neon Heights feat. Zoë Johnston – Are We Thru? (2001)
- Delerium feat. Zoë Johnston – Love (2003)
- Above & Beyond feat. Zoë Johnston – No One On Earth (2004)
- Delerium feat. Zoë Johnston – The Way You Want It to Be (2006)
- Above & Beyond feat. Zoë Johnston – Good For Me (2007)
- Sudha feat. Zoë Johnston – Leche (2009)
- Above & Beyond feat. Zoë Johnston – You Got to Go (2011)
- Above & Beyond feat. Zoë Johnston – Love Is Not Enough (2012)
- Above & Beyond feat. Zoë Johnston – Alchemy (2012)
- Above & Beyond feat. Zoë Johnston – We're All We Need (2014)
- Above & Beyond feat. Zoë Johnston – My Own Hymn (2017)
- Above & Beyond feat. Zoë Johnston – Always (2018)